# 歴代UEFA会長の一覧
ヨーロッパのサッカーを統括する団体、欧州サッカー連盟 (UEFA) の会長の一覧である。

## 一覧
| 代   | 国籍         | 氏名                         | 就任             | 辞任                                                  | 在任期間          |
| ---- | ------------ | ---------------------------- | ---------------- | ----------------------------------------------------- | ----------------- |
| 1    | デンマーク   | エッベ・シュヴァルツ         | 1954年6月22日    | 1962年4月17日                                         | 7年, 9ヶ月, 27日  |
| 2    | スイス       | グスタフ・ヴィーダーケール   | 1962年4月17日    | 1972年7月7日[α]                                       | 10年, 2ヶ月, 21日 |
| 代行 | ハンガリー   | Sándor Barcs                 | 1972年7月7日     | 1973年3月15日                                         | 8ヶ月, 9日        |
| 3    | イタリア     | アルテミオ・フランキ         | 1973年3月15日    | 1983年8月12日[α]                                      | 10年, 4ヶ月, 29日 |
| 4    | フランス     | ジャック・ジョルジュ         | 1983年8月12日[β] | 1990年4月19日                                         | 6年, 8ヶ月, 8日   |
| 5    | スウェーデン | レナート・ヨハンソン         | 1990年4月19日    | 2007年1月26日[α]                                      | 16年, 9ヶ月, 8日  |
| 6    | フランス     | ミシェル・プラティニ         | 2007年1月26日    | 2015年10月8日 (中断) 2015年12月21日 (4年間の活動停止) | 8年, 8ヶ月, 13日  |
| 代行 | スペイン     | アンヘル・マリア・ビジャール | 2015年10月9日    | 2016年9月14日                                         | 11ヶ月, 7日       |
| 7    | スロベニア   | アレクサンデル・チェフェリン | 2016年9月14日    | 現職                                                  |                   |

備考
     α.   ^ 会長職を退いた後、名誉会長に就任。
     β.   ^ 正式に就任するまで代行で業務を行なっていた。